# 小行星4135
小行星4135（英語：4135 Svetlanov）是一颗围绕太阳公转的小行星。1966年8月14日，柳德米拉·切爾尼赫、塔瑪拉·米哈伊洛夫那·斯米爾諾娃在克里米亚发现了此天体。
这颗小行星的绝对星等为175.65607等。